# Edifici Jaume I
L'Edifici Jaume I és una obra de Barcelona inclosa a l'Inventari del Patrimoni Arquitectònic de Catalunya. És un edifici de la UPF.

## Descripció
Antiga caserna militar del segle xix reconvertit en edifici universitari destinat a allotjar els despatxos, els departaments i la biblioteca de la Universitat Pompeu Fabra. Situat en una illa de l'Eixample, aquest immoble encara conserva l'estructura d'anell original i les façanes exteriors, tot i que l'accés es va modificar i es va situar a la plaça d'entrada. La caserna, de planta baixa i tres pisos, està edificada deixant un gran pati central. Les diferents plantes de l'immoble es resolen a través de quatre nuclis verticals emplaçats a les cantonades. Sota el pati central es va construir una planta soterrada, on es troba la biblioteca.

## Història
L'edifici de Jaume I, com el veí Roger de Llúria, va ser originalment construït i utilitzat com a caserna militar. Va ser dissenyat tot seguint les idees impulsades per Cerdà en el seu projecte de l'Eixample, i és per això que l'immoble respecta les façanes, el model de galeries interiors i la volumetria i espai interiors de la mansana, tot deixant les grans operacions d'accés al subsòl i afegint un cos i un ràfec.
Quan al 1868 es va enderrocar l'antiga ciutadella militar -convertida en parc de la Ciutadella al 1872-, el Ministeri de Guerra, com a compensació, va exigir la construcció de dues casernes militars (la de Jaume I i la de Roger de Llúria) amb pavellons annexos. Aquestes casernes van ser concebudes a partir d'uns mòduls fixes, amb ales d'edificació de planta rectangular, planta baixa i dos pisos, teulada a dues aigües i una organització al voltant d'un pati rectangular porticat.
L'any 1996 es va donar per finalitzada la rehabilitació de l'antiga caserna de Jaume I, que va començar a funcionar com edifici universitari, tot acollint els estudis d'Economia, Administració i Direcció d'Empreses, Ciències Empresarials i Humanitats. Aquestes obres de rehabilitació van ser encarregades als arquitectes Esteve Bonell i Josep M. Gil, i van guanyar el premi Ciutat de Barcelona 1996 en les modalitats d'arquitectura i urbanisme.